# سینگا-موسی
سینگا-موسی شهری در شهرستان زیمتنگا در استان بام در بورکینافاسوی شمالی است و جمعیت آن ۷۸۲ نفر است.